# Zuiderzeewerke
Zuiderzeewerke (neerlandeză Zuiderzeewerken) este un sistem de diguri cu stații de pompe din Olanda, care a fost construit cu țelul de a extinde suprafața de uscat a Olandei și de a separa   Zuiderzee de Marea Nordului.